# Sayaka Aoki
Sayaka Aoki (あおき さやか Aoki Sayaka?,  prefectura de Akita, 19 de octubre de 1972) es una seiyū japonesa afiliada a Production Baobab. Es conocida también con el nombre de Shizuka Aoki (青木 静香 Aoki Shizuka?).
Posee una voz aguda y es conocida por sus interpretaciones en personajes de estilo Lolita y heroínas en juegos bishōjo y videojuegos de anime.

## Roles interpretados
Lista de roles interpretados durante su carrera.
Los papeles principales están en negrita.

### Anime
1997
- Coji-Coji como Cojicoji.[2]

2001
- Cosmic Baton Girl Comet-san como Raba-pyon.
- Sushi Azarashi como The Three Eggs.

2003
- Raimuiro Senkitan como Kinu Fukushima.
- Sonic X como Cream The Rabbit; Vanilla
- World of Narue como Tomi Morino.

2004
- Wind a breath of heart como Wakaba Fujimiya.

2005
- Shuffle! como Lisianthus.

2006
- Jigoku Shōjo Futakomori como  Tae Sakairi (ep. 3)
- Princess Princess como Shinnosuke Shihoudani (ep. 9)
- Suzumiya Haruhi no Yūutsu como Hermana de Kyon.

2007
- Baccano! como Miria Harvent.
- D.C. II: Da Capo II como Minatsu Amakase; Harimao
- Ef - a tale of memories como Sumire Asō.
- Nanatsuiro★Drops como Yayoi Amamori.
- Shuffle! Memories como Lisianthus.
- You're Under Arrest: Full Throttle como Yuuta (ep. 5)

2008
- D.C.II S.S. ~Da Capo II Second Season~ como Minatsu Amakase; Harimao
- Ef - a tale of melodies como Sumire Asō.
- Neo Angelique Abyss como Ervin.

2009
- Suzumiya Haruhi no Yūutsu (2009) como Hermana de Kyon.
- Tayutama -Kiss on my Deity-  como Ou.
- Zoku Natsume Yūjin-Chō como Tama (ep. 4)

### OVA
- Lime-iro Senkitan: The South Island Dream Romantic Adventure como Kinu Fukushima.
- Wind a breath of heart como Wakaba Fujimiya.

### ONA
- Ayumayu Theater como Hotaru Amakawa.
- Saishū Shiken Kujira como Sae Nagumo.
- Melancholy of Haruhi-chan Suzumiya como Hermana de Kyon.
- Nyorōn Churuya-san como Hokori-chan (eps. 4, 10)

### Videojuegos
- Raimuiro Senkitan como Kinu Fukushima.
- Shuffle! como Lisianthus.
- Sonic VG series como Cream the Rabbit:
  - Shadow the Hedgehog.
  - Sonic Advance 3
  - Sonic and the Secret Rings
  - Sonic Battle
  - Sonic Heroes
  - Sonic Riders
- Summon Night: Twin Age como Ain.
- Wind -a breath of heart- como Wakaba Fujimiya.